# Inget nytt under solen
Inget nytt under solen (schwedisch für ‚Nichts neues unter der Sonne‘) ist das zweite Studioalbum der schwedischen Progressive-Rock-Band Kaipa. Es erschien im Jahr 1976 bei Decca Records.

## Entstehung und Veröffentlichung
Nach dem selbstbetitelten Debütalbum im Dezember 1975 und einer Tour im Frühjahr 1976 soll sich die Band mehrfach kurz vor der Auflösung befunden haben, da die Musiker von Perfektionismus getrieben waren und sich bei Proben nicht auf rhythmische Details einigen konnten. Doch Ende Juni gingen Kaipa ins Studio, um sämtliches neues Material seit dem Debütalbum aufzunehmen. Die Kompositionen stammten fast ausschließlich von Hans Lundin und Roine Stolt. Der Titel des Albums geht auf eine Frage des Präsidenten von Kaipas früherem Label Elektra zurück.
Musea legte Inget nytt under solen 1993 neu auf. Die Bonus-Titel bestanden aus englischsprachigen Neuaufnahmen anderer Stücke des Albums, einer Live-Version und einem älteren unveröffentlichten Stück. Das Album war 2005 auch in dem Boxset The Decca Years 1975–1978 von InsideOut Music enthalten.

## Titelliste

### Seite 1
1. Skenet bedrar – 21:41
  1. Uppvaknandet
  2. Bitterheten
  3. Hoppfullheten
  4. Overheten
  5. Vilseled

### Seite 2
1. Ömsom sken – 3:17
2. Korståg – 5:19
3. Stengrodornas parad – 0:53
4. Dagens port – 2:53
5. Inget nytt under solen – 6:10

### Bonus-Titel
1. Awakening/Bitterness – 6:08
2. How Might I Say out Clearly – 4:02
3. The Gate of Day – 2:25
4. Blow Hard All Tradewinds – 6:17
5. Skenet bedrar (Live) – 14:08
6. Från det ena till det andra – 2:47

## Stil
Kaipa spielen auf dem Album abwechslungsreichen symphonischen Progressive Rock mit Clavinet, Fender Rhodes, Hammond-Orgel, Mellotron und markantem Rickenbacker-Bass. Es finden sich viele melodische Soli sowie elegante, „spacige“ (oder „schräge“) und bombastische Passagen. Trotz gelegentlicher Breaks sind die Strukturen meist nicht sehr komplex. Die Stimmung ist oft schwermütig.

## Rezeption
Inget nytt under solen gilt heute als Klassiker des schwedischen Progressive Rock. Udo Gerhards von den Babyblauen Seiten lobt die „abwechslungs- und einfallsreich[en]“ Kompositionen und sieht eine Stärke Kaipas „im geschickten und selbstverständlichen Zusammenfügen der verschiedenen Teile, von denen jeder eine eigene Stimmung und einen eigenen Charakter hat, aber dennoch alles eine Einheit bildet“. Horst Straske urteilt: „Das ist traumhafter Progressive Rock und er beinhaltet all das, was diese schwedische Band so einzigartig macht.“